# Ruta Estatal de Alabama 67
La Ruta Estatal de Alabama 67, y abreviada SR 67 (en inglés: Alabama State Route 67) es una carretera estatal estadounidense ubicada en el estado de Alabama. La carretera inicia en el Sur desde la US 231  al norte del condado de Blount, sigue en sentido Norte hasta finalizar en la US 72     en Decatur. La carretera tiene una longitud de 75,81 km (47.11 mi).

## Mantenimiento
Al igual que las autopistas interestatales, y las rutas federales y el resto de carreteras estatales, la Ruta Estatal de Alabama 67 es administrada y mantenida por el Departamento de Transporte de Alabama por sus siglas en inglés ALDOT.

## Cruces
La Ruta Estatal de Alabama 67 es atravesada principalmente por los siguientes cruces:

| Condado | Ubicación  | Millas | Kilómetros | Destinos            | Notas                            |
| --- | ---------- | ------ | ---------- | ------------------- | -------------------------------- |
| Blount |            | 0,000  | 0,000      | US 231 (AL 53)      |                                  |
| Cullman |            | 8.805  | 14.170     | AL 69               |                                  |
| Morgan | Pence      | 24.089 | 38.767     | AL 36               |                                  |
| Morgan | Priceville | 34.636 | 55.741     | I-65                |                                  |
| Morgan | Decatur    | 38.982 | 62.735     | US 31               |                                  |
| Morgan | Decatur    | 44.099 | 72.923     | AL 24               |                                  |
| Morgan | Decatur    | 45.312 | 72.923     | US 72               | Extremo Sur de la U.S Route 72   |
| Morgan | Decatur    | 45.792 | 73.695     | US 72               | Extremo Norte de la U.S Route 72 |
| Morgan | Decatur    | 47.107 | 75.811     | Alabama State Docks |                                  |
| 1.000 mi = 1.609 km; 1.000 km = 0.621 mi Cerrada/Antigua • Terminal concurrente • Acceso incompleto • Propuesta/Sin abrir |            |        |            |                     |                                  |